# Věznice Moabit
Věznice Moabit je věznice nacházející se v ulici Alt-Moabit ve čtvrti Tiergarten v západní části Berlína.

## Historie
Byla postavena v letech 1877–1882 podle plánů architektů Heinricha Hermanna a Augusta Busse. Za vlády nacistů to byla jedna z největších a nejmodernějších německých věznic. Má dvě mohutné haly s centrální pozorovatelnou a pěti hvězdicově uspořádanými čtyřpatrovými křídly. Věznice stojí a funguje dodnes.
Touto věznicí prošlo mnoho českých účastníků protinacistického odboje. Někteří zde byli umučeni, ale většina byla po odsouzení k trestu smrti převezena do berlínské věznice Plötzensee ležící nedaleko nebo do koncentračních táborů.